# Голуб Артур Володимирович
Арту́р Володи́мирович Го́луб (1994—2021) — матрос Збройних сил України, учасник російсько-української війни.

## З життєпису
Народився 1994 року в місті Малин Житомирської області. 2013 року закінчив Малинський лісотехнічний коледж — за спеціальністю «лісове господарство». Здобув вищу освіту в НУБіП України — у міжкафедральній навчальній лабораторії на базі Малинського фахового коледжу, але вирішив піти захищати Батьківщину.
З 2020 року — матрос 503-ї окремої бригади морської піхоти.
Загинув 12 вересня 2021 року на автодорозі поблизу смт Верхньоторецьке (Ясинуватський район), коли в вантажівку, якою він кермував, влучила ворожа протитанкова керована ракета.
Без Артура лишились мама, молодший брат та син.
Похований в місті Малин (Житомирська область), Городищанське кладовище.

## Нагороди
- Указом Президента України № 25/2022 від 21 січня 2022 року «за особисту мужність і самовіддані дії, виявлені у захисті державного суверенітету та територіальної цілісності України» — нагороджений орденом Богдана Хмельницького III ступеня (посмертно)[5].